# Guillem Chacon Cabas
Guillem Manel Chacon Cabas (Badalona, Barcelonès, 1966), ornitòleg i naturalista català que viu al cinturó tropical, on és anellador científic d'ocells. Director del Congrés de Turisme Ornitològic, Birding Congress. Conductor de les expedicions del programa de Televisió de Catalunya Un món bestial amb el naturalista Jaume Sañé. El primer de producció d'aquesta televisió sobre fauna arreu del món. Va dirigir la Universitat Catalana d'Estiu de Ciències de la Natura (2004-2018) i les primeres edicions de la seva delegació de l'Alguer.
Va introduir al món la formació de cura de fauna per a investigadors, conservadors i rescatadors, anomenada maneig de fauna i bioseguretat l'any 2008.
Investigador associat de diverses universitats i entitats nacionals d'ornitologia a l'Àfrica i membre d'honor dels anelladors d'ocells de l'Adriàtic italià. Impulsa una xarxa d'estacions ornitològiques Bird Observatory al Neotròpic i l'Àfrica en dirigeix personalment dues, el Manu Bird Observatory, a Cusco (Perú) i l'Observatoire des Oiseaux du Delta du Sénégal.
Amb els naturalistes Martí Boada i Fernando Carceller, va encapçalar a l'Amazones d'Equador l'Expedició Científica Yasuní el 2014, un dels indrets amb més biodiversitat del Planeta, amb la participació de 200 investigadors i voluntaris de 26 països.

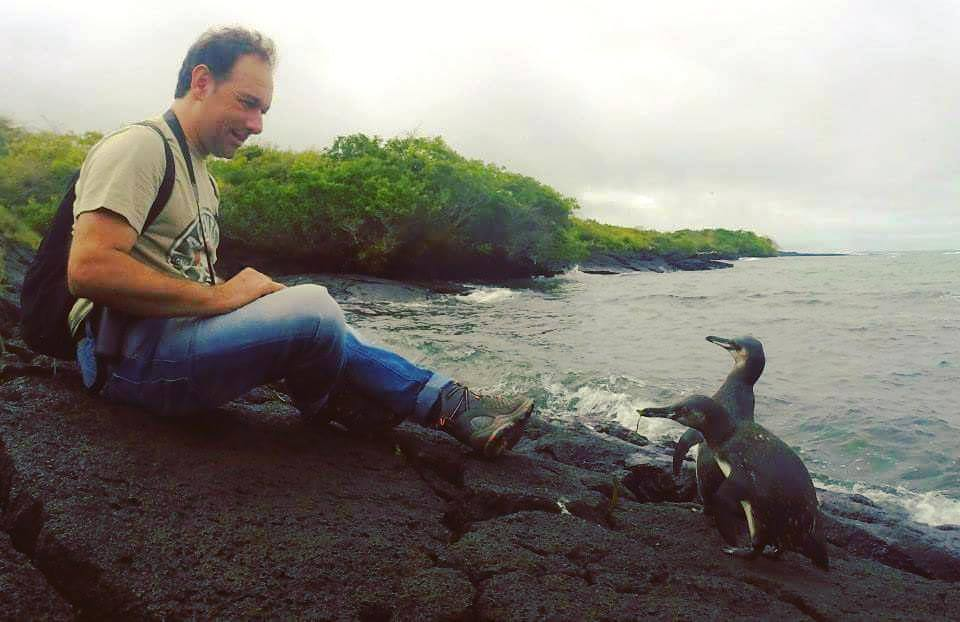
Guillem Chacon dirigeix algunes Birdfairs nacionals i bioregionals. A la foto, a les Illes Galápagos.

L'any 1993 va batejar la unió del Segre, Cinca i Ebre com l'Aiguabarreig, arran de la cerca de la toponímia popular. Fundà l'Estació Biològica de l'Aiguabarreig per fer recerca i la primera escola de natura en català a la Franja de Ponent, a Mequinensa (Baix Cinca), que l'any 2003 va patir un atemptat que la destruí completament. En el període 1999 - 2003 formà part del consell directiu de la Institució Catalana d'Història Natural de l'Institut d'Estudis Catalans i posteriorment va fundar i presidir la delegació de la Franja de Ponent en el període 2003 a 2009 tot impulsant la creació de les delegacions d'aquesta institució acadèmica al País Valencià i l'Alguer.
Entre el 1986-1998 fou el director tècnic del Centre Català d'Ornitologia. L'any 1997 a Fraga i Mequinensa va coordinar les Primeres Jornades Ornitològiques dels Països Catalans i el primer Seminari del Birding (turisme ornitològic), i deu anys més tard el primer Congrés de Birding, que va tenir lloc a Seròs. El 2008 va coordinar el primer Seminari de Turisme de Papallones i insectes a Areny de Noguera. Des del 2010 presideix el Congrés Iberoamericà de Bioturisme. Celebrat a Veneçuela el 2010 i el 2017 al Paraguai  i que es repetirà el 2026 a Madrid (Espanya).
Director de la primera oficina de bioturisme de l'estat espanyol, a Catalunya, creada el 2007 i, dins d'ella, l'Oficina Catalana de Turisme Ornitològic. Fou una iniciativa de la mà del Departament de Turisme de la Generalitat i el Patronat de Turisme de la Diputació de Lleida desenvolupant per primera vegada la presència governamental catalana en fires internacionals de turisme d'aus a diferents països d'Europa i Amèrica. La iniciativa de Chacon fou presentada a FITUR el 2008 pel Conseller de Turisme de la Generalitat de Catalunya Josep Huguet i Biosca.
D'altra banda, en l'àmbit cultural ha estat un destacat activista de la cultura catalana a la Franja de Ponent, des d'on ha demanat contínuament el reconeixement de la llengua catalana fins a dur aquesta reclamació el 2005 al Parlament Europeu. Fou secretari general de la Institució Cultural de la Franja de Ponent i vicepresident de la Federació d'Organitzacions per la Llengua Catalana.